# Зелений (острів)

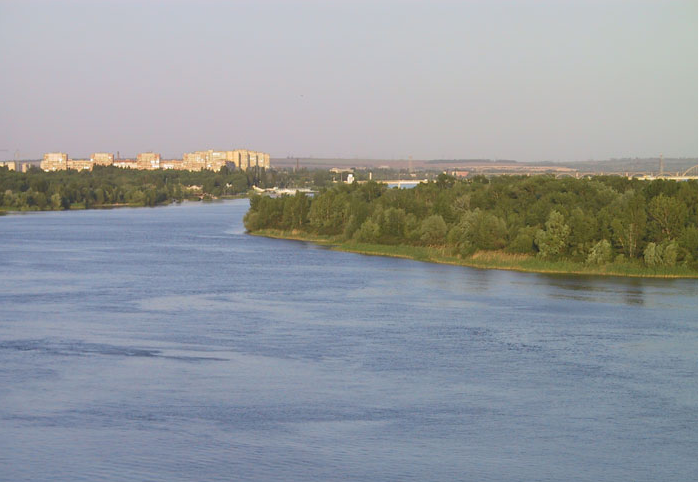
Острів Зелений вид з лівого берега

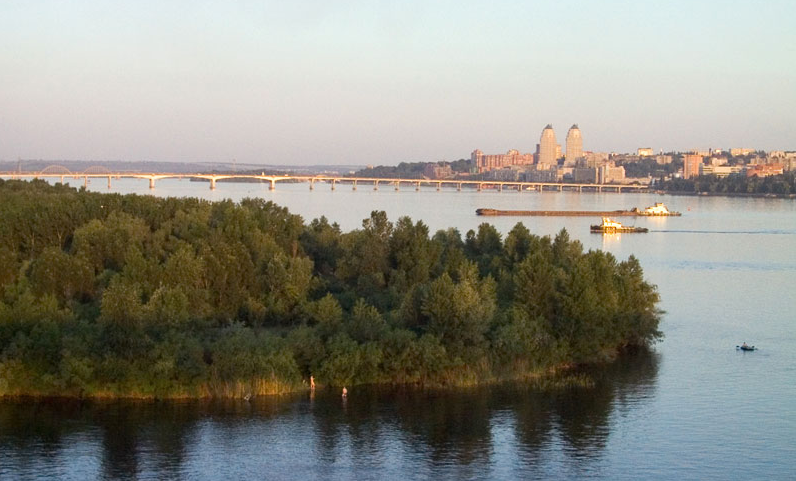
Острів Зелений ввечері

Зелений — острів на Дніпрі. Знаходиться у межах Центрального району міста Дніпра на відстані 150 метрів від лівого, та 780 метрів від правого берегів Дніпра. Витягнувся уздовж лівого берега, на схід від Амурського мосту. Розмір 800 метрів в довжину та 250—300 метрів у ширину.
Острів не з'єднаний з містом мостами, тому єдиний шлях потрапити на берег — вплав, або власним човном.

## Територія
У радянські часи острів був зоною відпочинку, зараз на острові знаходиться парк в занедбаному стані. Існує проєкт будівництва моста до лівого берега і створення повноцінного парку і пляжів.

## Історія
До підняття вод Дніпра у 1927 році греблею Дніпроовської ГЕС острів був значно більший, та з'єднувався сушею з сусіднім півостровом Фрайнберга. Після підриву у серпні 1941 року радянськими військами електростанції, рівень води у Дніпрі у межах Дніпропетровська знизився на 6 метрів, через що острів знов збільшився. Після відновлення греблі у 1944 році, острів отримав свій поточний вигляд.